# Classe Ramb
La classe Ramb era composta da quattro bananiere veloci della Marina mercantile italiana, di proprietà della Regia Azienda Monopolio Banane, che allo scoppio della seconda guerra mondiale vennero convertite in incrociatori ausiliari.
La Regia Azienda Monopolio Banane (RAMB) venne istituita con r.d.l. 2 dicembre 1935 n. 2085, pubblicati sulla Gazzetta Ufficiale n. 291 del 14 dicembre 1935.
L'azienda costruì depositi nelle principali città italiane e, per il trasporto delle banane, si avvalse all'inizio di navi frigorifero esistenti.

## Costruzione

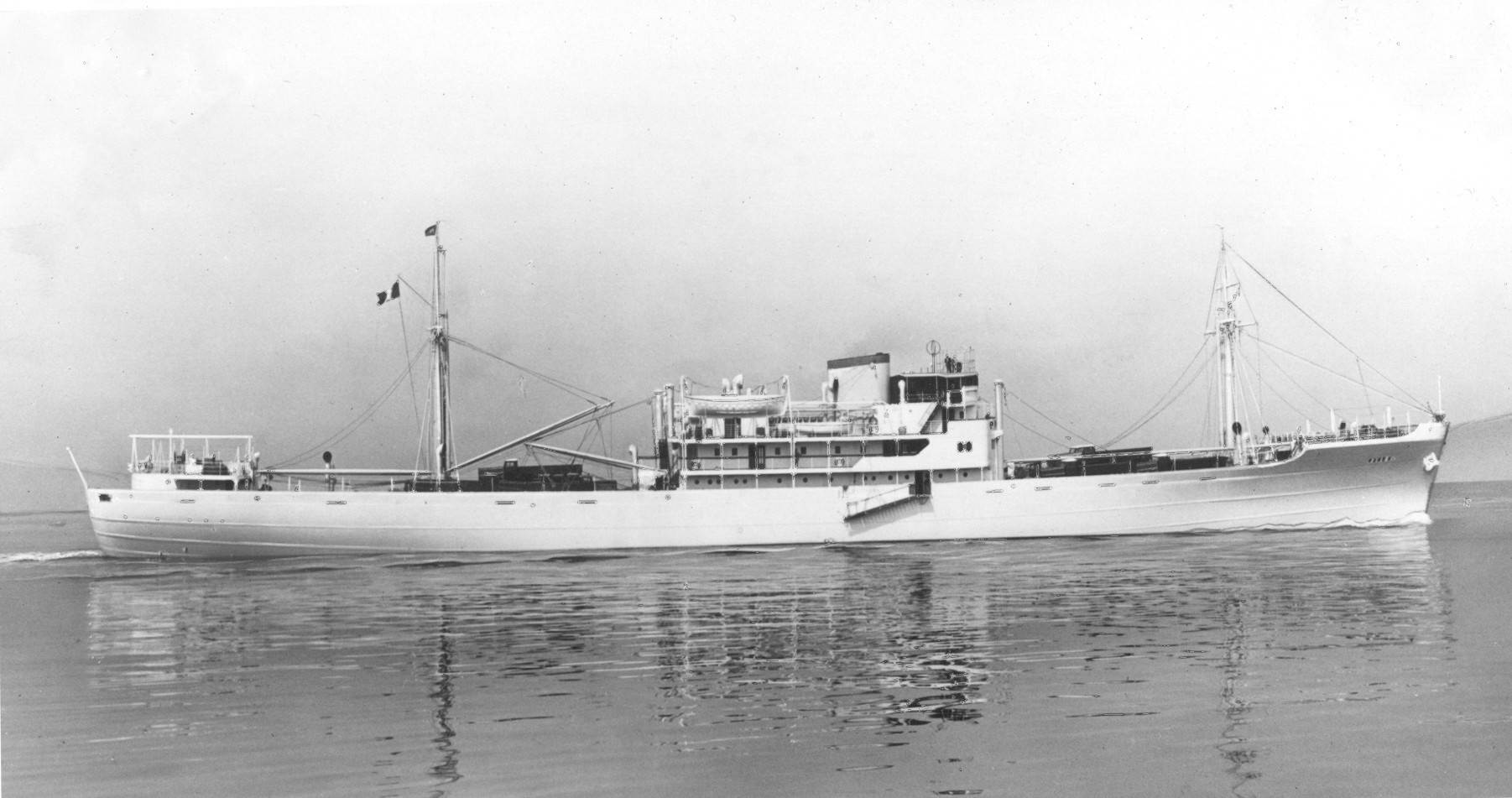
La Ramb II

Il Ministero delle colonie del Regno d'Italia, che controllava l'azienda, aveva la necessità di trasportare nel territorio metropolitano le banane prodotte in Somalia, all'epoca colonia italiana, per questo motivo ordinò quattro navi che dovevano avere un'autonomia sufficiente per effettuare il percorso da Mogadiscio a Napoli senza soste intermedie ed a pieno carico.
In base a queste necessità ordinò la costruzione di quattro navi frigorifere che dovevano essere gestite dalla Regia Azienda Monopolio Banane, due da costruire nel Cantiere Ansaldo di Sestri Ponente e due ai Cantieri Riuniti dell'Adriatico da costruire negli stabilimenti di Monfalcone.
Alla fine del 1937 venne decisa dalla presidenza dell'azienda l'istituzione di agenzie nell'Adriatico a Fiume, Venezia, Trieste e Ancona.
Allo scoppio della guerra, in base a disposizioni legislative, fu prevista la possibilità di trasformarle in incrociatori ausiliari, con quattro cannoni singoli da 120/40 mm in coperta. I materiali per la militarizzazione delle navi furono posti in deposito a Massaua per due unità ed a Napoli per le altre due.

## Caratteristiche
Le 4 Ramb, progettate dall'Ing. Luigi Barberis, Maggiore Generale del Genio Navale, per le loro caratteristiche erano particolarmente ricercate da esportatori ed industriali.
Le motonavi sviluppavano una velocità media di 17 nodi e massima di 19,5 nodi e disponevano di 15 picchi di carico così suddivisi: 12 da cinque tonnellate, 1 da trenta a prua, 1 da quindici a poppa e 1 da 1500 Kg per l'apparato motore.
Le Ramb potevano anche trasportare 12 passeggeri, la cui sistemazione era stata curata al massimo. I passeggeri disponevano di un ponte esclusivamente per loro, separati nettamente dall'equipaggio. I passeggeri erano così alloggiati: 2 in appartamento di lusso con camera da letto salotto e bagno; 10 in cinque ampi camerini a due letti, dai quali uno con bagno e gli altri quattro che disponevano di un bagno per ogni coppia di camerini.
La sala da pranzo era a prora, con vista libera davanti e ai due lati; a destra e a sinistra c'erano due verande-fumatoi tutti a vetri. Sala da pranzo, verande-fumatoi e cabine disponevano di aria condizionata.

## Servizio
All'atto della dichiarazione di guerra, solo la Ramb III si trovava nel Mediterraneo, mentre le altre Ramb si trovavano nel Mar Rosso e quindi tagliate fuori dal territorio metropolitano. In questa situazione la Ramb I e la Ramb II furono armate come incrociatori ausiliari con il materiale approvvigionato a Massaua, mentre la Ramb IV fu convertita in nave ospedale.
La Ramb I e la Ramb II nel Mar Rosso ebbero un'attività bellica estremamente modesta, finché, nel febbraio del 1941, in seguito al precipitare degli eventi nell'Africa Orientale Italiana, abbandonarono Massaua per tentare di raggiungere il Giappone.
La Ramb I fu intercettata nell'Oceano Indiano dall'incrociatore Leander ed affondata dopo un combattimento senza possibilità di scampo il 27 febbraio 1941.
La Ramb II, arrivata in Giappone circa quattro settimane dopo la partenza da Massaua, fu utilizzata con il nome di Calitea come nave da trasporto fino all'armistizio, quando venne sabotata dall'equipaggio affinché non cadesse in mani giapponesi. Riadattata, fu utilizzata dalla Marina Giapponese sempre come nave da trasporto e venne affondata il 12 gennaio 1945 nel porto di Osaka per un bombardamento aereo statunitense, subendo in tal modo esattamente la stessa sorte della Ramb I.

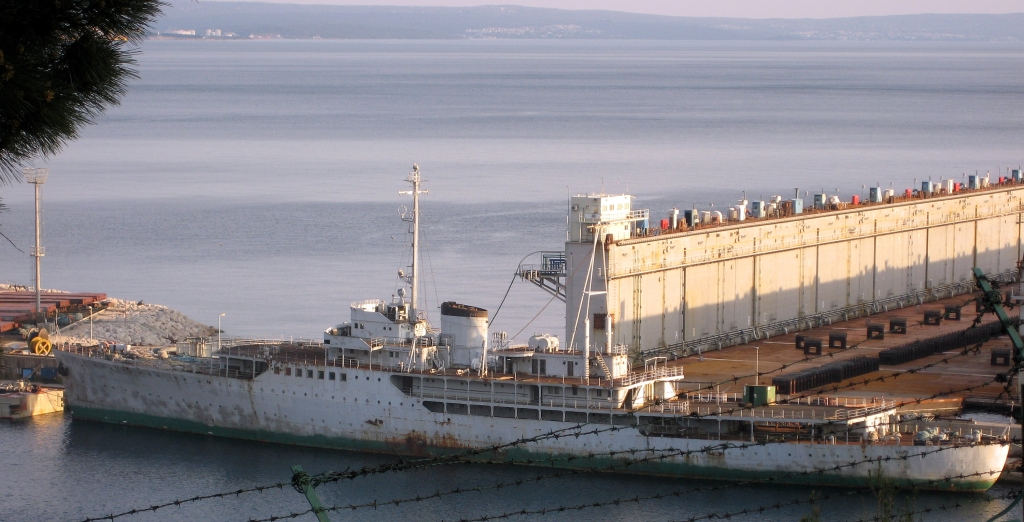
La ex Ramb III nel 2008 ormeggiata presso Fiume

La Ramb III, impiegata con compiti di scorta nel Mediterraneo, colpita da un sommergibile inglese nel porto di Bengasi, riuscì a rientrare in Italia e trasportata a Trieste, presso il Cantiere San Marco per i lavori di ripristino che erano quasi terminati, quando in seguito agli eventi che seguirono l'armistizio la nave venne abbandonata. Catturata dai tedeschi venne ribattezzata Kiebitz e utilizzata come posamine. Il 5 novembre mentre era alla fonda nel porto di Fiume venne affondata durante un bombardamento alleato della città. Alla fine della seconda guerra mondiale venne recuperata dagli jugoslavi nel 1947 e riattata a Pola con lavori che durarono dal 1948 al 1952 e ribattezzata Galeb. Nella Marina jugoslava alternò compiti di nave scuola per allievi ufficiali a quello di nave di rappresentanza del dittatore Tito. Con il collasso della Jugoslavia la nave venne assegnata al governo del Montenegro e lasciata abbandonata presso le Bocche di Cattaro. Alcuni anni dopo venne venduta ad un uomo di affari greco per un eventuale restauro che non venne realizzato ed è attualmente ormeggiata in un cantiere nei pressi di Fiume in attesa che venga deciso il suo destino.
La Ramb IV, alla caduta di Massaua, fu abbordata dalla flotta britannica (nonostante la protezione della Croce Rossa) e, tenuta come preda bellica, fu inviata nel Mediterraneo Orientale come nave ausiliaria (alla fine del 1941 portava ancora i contrassegni come nave ospedale) e fu affondata il 10 maggio 1942 da un attacco aereo tedesco.